# International Hockey League 2019/20
Die Saison 2019/20 war die dritte Spielzeit der vom slowenischen Eishockeyverband ausgerichteten International Hockey League mit Teilnehmern aus Slowenien, Kroatien und Serbien. Auf Grund der Covid19-Pandemie wurde die Saison abgebrochen und kein Meister ausgespielt.

## Teilnehmer
Neu in der Liga ist HD Hidria Jesenice, der als Farmteam des AlpsHL-Clubs HDD Jesenice fungiert.
Der KHL Medveščak Zagreb, dessen zweite Mannschaft an der IHL teilnahm, wurde aufgelöst. Stattdessen wurde KHL Kuna in Medveščak mladi (Jugend) umbenannt. Medveščak mladi stellte eine gemeinsame Mannschaft mit dem kroatischen Meister KHL Zagreb, der bisher ebenfalls an der IHL teilnahm. Die Mannschaft wurde nach fünf Spielen zurückgezogen.
| Land      | Mannschaft                 | Stadt     | Heimarena             | Kapazität |
| --------- | -------------------------- | --------- | --------------------- | --------- |
| Slowenien | HK ECE Celje               | Celje     | Mestni Park Celje     | 0800      |
| Slowenien | HK Slavija Juniors         | Ljubljana | Ledena dvorana Zalog  | 1.200     |
| Slowenien | HK Triglav                 | Kranj     | Arena Zlato Polje     | 0800      |
| Slowenien | HD Hidria Jesenice         | Jesenice  |                       |           |
| Kroatien  | Medveščak mladi/KHL Zagreb | Zagreb    | Dvorana Velesajam     | 1.000     |
| Kroatien  | KHL Mladost                | Zagreb    | Dvorana Velesajam     | 1.000     |
| Serbien   | SKHL Roter Stern           | Belgrad   | Ledena dvorana Pionir | 2.000     |
| Serbien   | HK Vojvodina               | Novi Sad  | Ledena dvorana SPENS  | 1.623     |

## Hauptrunde
| Pl. | Mannschaft         | Sp | S  | SNV | NNV | N  | T       | Diff. | Pkt. |
| --- | ------------------ | -- | -- | --- | --- | -- | ------- | ----- | ---- |
| 1.  | HK Slavija Junior  | 24 | 15 | 4   | 1   | 04 | 088:056 | +32   | 54   |
| 2.  | HK Triglav         | 24 | 15 | 2   | 3   | 04 | 106:059 | +47   | 52   |
| 3.  | SKHL Roter Stern   | 24 | 14 | 4   | 1   | 05 | 125:054 | +71   | 51   |
| 4.  | KHL Mladost        | 24 | 07 | 2   | 3   | 12 | 076:112 | −36   | 28   |
| 5.  | HK Vojvodina       | 24 | 07 | 1   | 5   | 11 | 070:101 | −31   | 28   |
| 6.  | HD Hidria Jesenice | 24 | 07 | 1   | 2   | 14 | 059:087 | −28   | 25   |
| 7.  | HK ECE Celje       | 24 | 04 | 1   | 0   | 19 | 068:123 | −55   | 14   |

Abkürzungen: Sp. = Spiele, S = Siege: 3 Punkte, SNV = Sieg nach Verlängerung oder Penaltyschießen: 2 Punkte, NNV = Niederlagen nach Verlängerung oder Penaltyschießen: 1 Punkt, N = Niederlagen, T = Tore, Diff. = Differenz, Pkt. = Punkte

Erläuterungen: Sieger der Hauptrunde, Qualifiziert für Play-off-Halbfinale

## Play-offs

### Viertelfinale
Die Viertelfinalspiele wurden im Modus Best-of-Three ausgetragen.
|                  | Serie |                    | 4. März 2020         | 7. März 2020        |
| ---------------- | ----- | ------------------ | -------------------- | ------------------- |
| HK Triglav       | 2–0   | HK ECE Celje       | 3:0 (0:0, 1:0, 2:0)  | 6:3 (1:2, 2:1, 3:0) |
| SKHL Roter Stern | 2–0   | HD Hidria Jesenice | 12:1 (4:1, 1:0, 7:0) | 8:2 (1:2, 2:0, 5:0) |
| KHL Mladost      | 2–0   | HK Vojvodina       | 6:2 (2:0, 1:1, 3:1)  | 4:3 (2:1, 0:0, 2:2) |

### Halbfinale
Die Halbfinalspiele wären im Modus Best-of-Three ausgetragen worden, wurden wegen der Covid19-Pandemie aber abgesagt.
|                   | Serie |                  |
| ----------------- | ----- | ---------------- |
| HK Slavija Junior | –     | KHL Mladost      |
| HK Triglav        | –     | SKHL Roter Stern |